# Nhâm Dần cung biến
Nhâm Dần cung biến (chữ Hán: 壬寅宫变), là một sự kiện vô tiền khoáng hậu trong suốt hơn 5000 năm lịch sử phong kiến Trung Quốc, xảy ra vào ngày 21 tháng 10 âm lịch năm Gia Tĩnh thứ 21, tức ngày 17 tháng 11 năm 1542, khi một nhóm 16 cung nữ không mang theo vũ khí xông vào tẩm điện với ý đồ lấy mạng của Gia Tĩnh hoàng đế. Kết thúc của sự việc là cuộc thanh trừng đẫm máu diễn ra trong hậu cung, liên lụy đến cả hai sủng phi của hoàng đế là Tào Đoan phi và Vương Ninh tần.

## Nguyên nhân
Chính sử của triều đại nhà Minh trình bày một cách khá mập mờ về nguyên nhân cung biến, còn dã sử thì đưa ra rất nhiều giả thuyết khác nhau, trong đó nổi bật nhất là một thuyết cho rằng nguyên nhân sâu xa của sự việc là do sự mê sùng Đạo giáo quá mức của hoàng đế .
Bấy giờ là năm thứ 21 triều Minh Thế Tông Gia Tĩnh đế triều Minh, bốn phương phẳng lặng, hai kinh vững vàng. Tuy nhiên mầm mống của sự suy bại lại đang bắt đầu nảy sinh ngay từ bên trong cái vẻ ngoài thái bình đó. Các hoàng đế nhà Minh kể từ Chính Đức về sau đều là hôn quân vô đạo, trong số đó Gia Tĩnh đế cũng là người khá nổi bật trong số đó. Khi mới lên ngôi, ông ta dựa vào Thủ phụ đại thần Dương Đình Hòa, vạch ra hơn 20 tội lớn của tiền vương Chính Đức, lúc đó khắp cả thiên hạ từng đặt rất nhiều kì vọng lên ông ta. Tuy nhiên không được bao lâu, vì sự kiện lễ nghị, Gia Tĩnh nhanh chóng trở mặt với Dương Đình Hòa, và Dương Đình Hòa buộc phải xin treo ấn từ quan để giữ lại mạng sống. Kể từ đó, hoàng đế lộ rõ bộ mặt là một tên hôn quân tàn ác, chẳng khác gì người anh họ mà vừa mấy năm trước ông ta không ngớt lời sỉ vả.
Trong triều, Gia Tĩnh đế trọng dụng các "gian thần" Nghiêm Cao, Nghiêm Tung. Những người này ra sức khuynh đảo triều chính, ngang ngược lộng hành. Còn ở bên ngoài, nhà Minh liên tục phải chống đỡ rất vất vả các cuộc tấn công từ Thát Đát và cướp biển Oa Quốc (tức Nhật Bản). Trong khi đó hoàng đế chỉ suốt ngày ở trong cung, bỏ mặc triều chính. Hai sở thích lớn nhất của ông ta là bắt thật nhiều cung nữ vào cung để mua vui, và ham muốn bất tử.
Vì muốn được bất tử, hoàng đế cho mời rất nhiều phương sĩ vào cung luyện đan, đến nỗi cuối cùng ông ta ngã lăn ra chết vì uống phải thuốc độc. Theo lời phương sĩ Đào Trọng Văn, nói rằng nguyên liệu luyện thuốc là lấy kinh lần đầu của các thiếu nữ. Nghe theo lời đó, hoàng đế cho tuyển mộ khắp kinh thành, Nam Kinh, Sơn Đông, Hà Nam hàng ngàn thiếu nữ tuổi từ 12 đến 15 làm cung nữ. Để đảm bảo chất lượng máu, các cô gái thường xuyên bị bỏ đói và đánh đập, hơn 200 người đã chết vì đói khát, họ nảy sinh oán hận ngút trời, chỉ chờ dịp báo thù.
Mùa đông năm 1542, Nghiêm Tung dâng lên nhà vua một con rùa ngũ sắc, nói đó là con rùa thần. Gia Tĩnh đế giao cho cung nữ Dương Kim Anh chăm sóc cho con rùa. Nhưng mặc dù được chăm sóc cẩn thận, con rùa lại chết không lâu sau đó. Biết mình không tránh được tai họa, Dương Kim Anh và mọi người đến cầu cứu Vương Ninh tần. Ninh tần khuyên mọi người có thể nhân phòng bị sơ hở mà lấy mạng của hoàng đế, thì mọi chuyện sẽ êm xuôi. Thực ra lúc bấy giờ trong cung phi tần vô số, mà hoàng đế lại nổi tiếng bạc tình, khiến cho không chỉ Ninh tần nương nương mà còn rất nhiều phi tần khác mang lòng oán hận. Một số hiện đại còn cho rằng, do hậu quả từ sự kiện Đại lễ nghị, nhiều quan lại bất mãn trong triều có ý mượn tay bọn phi tần cung nữ để trừ khử hoàng đế và lập một vua khác "biết nghe lời" hơn.

## Diễn biến
Đêm ngày 17 tháng 1 năm 1542, hoàng đế ngự ở cung của Tào Đoan phi. Tào Đoan phi lúc bấy giờ được thịnh sủng, liên tục hạ sinh hai công chúa, quyền thế ngây ngất hậu cung, lấn át của Phương Hoàng hậu. Ngay lúc đó, bọn 17 người cung nữ do Dương Kim Anh cầm đầu xông vào trong tư thế bịt mặt, giữa lúc hoàng đế đang ngủ say. Dương Kim Anh lấy ra dải lụa buộc vào cổ vua, còn cung nữ Huỳnh Thúy Liên bịt mặt, những người khác khống chế tay chân của hoàng đế. Tuy nhiên, bọn cung nữ tay chân luống cuống, lại trong tâm trạng hoảng sợ tột cùng, nên lại thắt nhầm nút chết, vì thế hoàng đế chỉ ngất đi chứ chưa chết hẳn. Lúc đó cung nữ Trương Kim Thúy lén bỏ trốn đến Khôn Ninh cung báo cho Phương hoàng hậu. Hoàng hậu biết chuyện, lập tức điều động cấm quân tìm diệt bọn cung nữ, và cũng không quên tính kế báo thù riêng.
Sau khi bắt được đám cung nữ mà Gia Tĩnh đế vẫn chưa tỉnh lại, hoàng hậu mệnh cho nội giám Trương Tá định tội bọn Dương Kim Anh thí nghịch giết vua, Vương Ninh tần là chủ mưu. Lại công bố rằng Tào Đoan phi tuy không tham dự vào vụ việc, nhưng biết việc không báo thì cũng đồng tội. Sau đó khép tội Tào Đoan phi, Vương Ninh tần cùng với 16 cung nữ (trừ Trương Kim Thúy), hạ lệnh lăng trì xử tử, tru di tam tộc. Theo sách Minh Thế Tông thực lục, 16 cung nữ tham gia vào vụ ngày hôm đó bao gồm:
- Dương Kim Anh
- Tô Xuyên Dược
- Dương Ngọc Hương
- Huỳnh Thúy Liên
- Diêu Thục Thúy
- Dương Thúy Anh
- Quan Mai Tú
- Vương Tú Lan
- Lưu Diệu Liên
- Trần Cúc Hoa
- Từ Thu Hoa
- Trương Kim Liên
- Doãn Thúy Hương
- Đặng Kim Hương
- Trương Xuân Cảnh
- Hoàng Tú Liên[3]

Chỉ có Dương Kim Thúy vì bán đứng bạn bè mà thoát tội. Lại thêm Tào Đoan phi, Vương Ninh tần tổng cộng là 18 người. Tất cả họ đều bị xử phạt bằng hình thức man rợ nhất, lại liên lụy đến cả gia tộc bị hại, gia sản sung công.
Khi Gia Tĩnh đế tỉnh lại mới biết sủng phi đã bị Phương hậu của ông băm thành cám rồi. Tuy biết là Đoan phi bị oan, nhưng ông không thể làm gì được vì chuyện đã rồi, chỉ còn cách ban thưởng hậu hĩnh cho phụ thân của Phương hoàng hậu là Thái Hòa bá Phương Duệ, phong lên tước hầu. Đến năm Gia Tĩnh thứ 26 (1547), cung Khôn Ninh của Phương Hoàng hậu gặp hỏa hoạn, các thái giám xin vua phái quân tới cứu hoàng hậu nhưng Thế Tông làm lơ, vì thế mà hoàng hậu chết trong biển lửa. Có lẽ vì vụ án Nhâm Dần năm xưa mà nhà vua vẫn còn oán hận hoàng hậu.